# Beyhan
Beyhan (ur.? w Trabzonie, zm. w 1559 w Stambule) – córka Ayşe Hatun i Selima I, przyrodnia siostra Sulejmana Wspaniałego.
W 1513 roku wyszła za mąż za Fehrata Paszę, którego stracono w 1524 na rozkaz sułtana. W 1525 roku ponownie wyszła za mąż za Ayas Mehmeda Paszę. Mieszkała w Smederevie i Sarajewie. Miała trzy rodzone siostry: Şah, Gevherhan i Yenişah.
Beyhan zmarła w 1559 roku i została pochowana w meczecie swojego ojca.

## W kulturze i sztuce
W tureckim hicie eksportowym Wspaniałe stulecie w rolę Beyhan wcieliła się turecka aktorka Pinar Çağlar Gençtürk.